# Liste der Kulturdenkmale in Glückstadt
In der Liste der Kulturdenkmale in Glückstadt sind alle Kulturdenkmale der schleswig-holsteinischen Stadt Glückstadt (Kreis Steinburg) aufgelistet (Stand: 14. April 2025).

## Legende
In den Spalten befinden sich folgende Informationen:
- Objekt-ID: die Nummer des Kulturdenkmales
- Lage: die Adresse des Kulturdenkmales und die geographischen Koordinaten. Kartenansicht, um Koordinaten zu setzen. In der Kartenansicht sind Kulturdenkmale ohne Koordinaten mit einem roten Marker dargestellt und können in der Karte gesetzt werden. Kulturdenkmale ohne Bild sind mit einem blauen Marker gekennzeichnet, Kulturdenkmale mit Bild mit einem grünen Marker.
- Offizielle Bezeichnung: Bezeichnung des Kulturdenkmales
- Beschreibung: die Beschreibung des Kulturdenkmales
- Bild: ein Bild des Kulturdenkmales

## Sachgesamtheiten
| Objekt-ID      | Lage                                                                         | Offizielle Bezeichnung   | Beschreibung | Bild                             |
| -------------- | ---------------------------------------------------------------------------- | ------------------------ | --- | -------------------------------- |
| 41837          | Am Fleth 36–36a, 37 (53° 47′ 22″ N, 9° 25′ 13″ O)                            | Druckerei Augustin       | Druckerei Augustin; 17.-20. Jahrhundert; backsteingeprägte Bautengruppe des ältesten Glückstädter Gewerbebetriebes, der zu Beginn des 20. Jahrhunderts weltweit tätig war, spannt mit der Bautenvielfalt vom ehem. barocken Adelspalais bis zum Maschinenhaus des Heimatschutzstils historisch wie baukünstlerisch den Bogen von Glückstadts Anfängen bis in die Moderne, mit seiner Ausstattung besonderes technikgeschichtliches Dokument - Begründung: geschichtlich, städtebaulich, technisch - Schutzumfang: Kontorhaus/ehem. Stadthaus der Grafen von Ahlefeldt (Am Fleth 36-36a); Druckerei, Maschinenhaus (Am Fleth 37) | weitere Fotos \| Fotos hochladen |
| 41018 Wikidata | Am Kirchplatz 1, Am Kirchplatz (53° 47′ 17″ N, 9° 25′ 31″ O)                 | Stadtkirche Glückstadt   | Stadtkirche Glückstadt; seit 1618 entstandenes Ensemble im Kern der Planstadt mit dem weißgeschlämmten Kirchenbau mit eingezogenem Chor und zum Markt gerichtetem Turm, dem umliegenden Kirchhof mit reichem Baumbestand, Gefallenen-Ehrenmal und Friedenseiche sowie den zwei nördlich die Anlage säumenden backsteinernen Pastoratsbauten des 18. und 19. Jahrhunderts - Begründung: geschichtlich, künstlerisch, städtebaulich, Kulturlandschaft prägend - Schutzumfang: Stadtkirche mit Ausstattung, Kirchhof mit Baumbestand, Friedenseiche von 1872, Gefallenen-Ehrenmal 1870/1871 (Am Kirchplatz); Altes Pastorat (Am Kirchplatz 1); ehem. Neues Pastorat mit Nebengebäude (Am Kirchplatz 2)                                       | weitere Fotos \| Fotos hochladen |
| 11869          | Am Neuendeich 15, 48, 50, 52 (53° 47′ 40″ N, 9° 25′ 10″ O)                   | Marinekaserne            | Marinekaserne; 1935–37, Architekt Regierungsbaurat Walbe; Ensemble im Heimatschutzstil aus ehem. Offizierskasino und -wohnheim mit Frei- und Gartenflächen sowie Gartenhäuschen, ehem. Stabsgebäude mit Hauptwache, ehem. Standortverwaltung, ehem. Waffenmeisterei und Fahrbereitschaft sowie Mauer mit Schriftzug - Begründung: geschichtlich, künstlerisch, städtebaulich - Schutzumfang: ehem. Offizierskasino und -wohnheim mit Frei- und Gartenflächen, Gartenhäuschen (Am Neuendeich 15), ehem. Standortverwaltung (Am Neuendeich 48), ehem. Stabsgebäude mit Hauptwache, Mauer mit Schriftzug (Am Neuendeich 50), ehem. Waffenmeisterei und Fahrbereitschaft (Am Neuendeich 52)                                                   | Fotos hochladen                  |
| 48666 Wikidata | Ballhausstraße 31–32 (53° 47′ 19″ N, 9° 25′ 11″ O)                           | Ehemalige Reepschlägerei | Reepschlägerei Ballhausstraße 31-32 war die letzte innungsmäßig betriebene Reepschlägerei in Schleswig-Holstein (bis 2002). Hierzu gehörten das Wohnhaus Ballhausstraße 31-32 mit seinem 1929 eröffneten Laden zum Verkauf von Seilen und Seglerbedarf, die überdachte Reeperbahn von 1969, vom Wohnhaus nach Norden zum Maschinenhaus, dem historischen Teerschauer, führend sowie das Maschinenhaus selber mit der elektrisch angetriebenen Spinn- und Schlagmaschine der Maschinenfabrik Memmingen - Begründung: geschichtlich, städtebaulich, technisch - Schutzumfang: ehem. Reepschlägerhaus, Reeperbahn, Maschinenhaus (ehem. Teerschauer) mit Spinn- und Schlagmaschine                                                           | Fotos hochladen                  |
| 10440          | Große Nübelstraße 21, Große Nübelstraße 22 a–c (53° 47′ 12″ N, 9° 25′ 34″ O) | Meyn’sche Speicher       | ehem. Speicherbauten; 1802 und späteres 19. Jahrhundert; ehem. Speicher der Firma Meyn, ein- bis dreigeschossiges stadtbildprägendes Backsteinensemble zweier Speichertypen des 19. Jahrhunderts, Mansard- und Satteldach - Begründung: geschichtlich, städtebaulich - Schutzumfang: ehem. Mansarddachspeicher (Große Nübelstraße 21), ehem. Speicher (Große Nübelstraße 22a-c) | BW                               |
| 10443          | Itzehoer Straße (53° 47′ 30″ N, 9° 25′ 50″ O)                                | Reformierter Friedhof    | Reformierter Friedhof; 17. Jahrhundert – 1819 belegt, Friedhofskapelle mit Doppelwappen von 1692; heckenumsäumte Anlage mit Lindenkranz - Begründung: geschichtlich, künstlerisch, städtebaulich - Schutzumfang: Friedhofskapelle, Grünfläche mit Lindenkranz | BW                               |
| 10387          | Von-Graba-Straße (53° 47′ 35″ N, 9° 25′ 45″ O)                               | historische Grabsteine   | Konvolut historischer Grabsteine aus dem Alten Evangelischen Friedhof, unterschiedliche Grabsteine des 17. bis 19. Jahrhunderts in der Form der sog. Wewelsflether Stelen mit ihrem dreiteiligen Aufbau, der Inschrift im unteren Bereich, einem Relief im runden oder geschweiften Aufbau sowie einem bekrönenden Abschluss mit Fruchtzapfen oder Kugeln - Begründung: geschichtlich, künstlerisch - Schutzumfang: Grabstein Lange, Grabstein Kobrock, Grabstein Lohmann, Grabstein Bey, Grabstein mit Kreuzigungsdarstellung, Grabstein Schultze, Grabstein Paul, Michelsen, Grabstein Haenel/Hagelstein, Grabstein Klöcker, Grabstein Erps, Grabstein Broresen, Grabstein Rohde/Granso, Grabstein Schuhmachergesellen, Grabstein Brümm | BW                               |

## Mehrheit von baulichen Anlagen
| Objekt-ID      | Lage | Offizielle Bezeichnung                                          | Beschreibung | Bild                             |
| -------------- | --- | --------------------------------------------------------------- | --- | -------------------------------- |
| 49975          | Am Fleth 13, 14 (53° 47′ 14″ N, 9° 25′ 26″ O) | Wohnhäuser Am Fleth 13–14                                       | Historische Giebelhäuser am Fleth; ursprünglich 17./18. Jahrhundert, ständig erneuert; zweigeschossige, verputzte Giebelhäuser mit Satteldach. Begründung: geschichtlich, städtebaulich Schutzumfang: Wohnhaus (Am Fleth 13), Bürgerhaus (Am Fleth 14) | BW                               |
| 44210          | Am Fleth 45, 46 (53° 47′ 19″ N, 9° 25′ 21″ O) | Wohn- und Geschäftshäuser Am Fleth 45–46                        | Jüngere Giebelbauten Am Fleth; 1889 und 1925; giebelständige Backsteinbauten mit Satteldach Begründung: geschichtlich, städtebaulich Schutzumfang: Wohnhaus Dr. Frauen (Am Fleth 45), Wohn- und Geschäftshaus (Am Fleth 46) | BW                               |
| 26951 Wikidata | Am Hafen 1, 2, 3, 4, 5, 6, 7, 8, 9, 10, 11, 11a, 12, 13, 14, 15–16, 17, 18, 19, 20, 21, 22, 23, 24, 25, 26, 27, 28, 29, 30, 31, 32, 33, 34, 35, 36, 37, 38, 39, 40, 41, 42–43, 44, 45, 46, 47–48, 49, 50, 51c, 51, 51a, 52, 61–62, 63, Große Deichstraße 18, 19, 20, 21 (53° 47′ 10″ N, 9° 25′ 3″ O) | Glückstadt Am Hafen                                             | Glückstadt Am Hafen; 17.-20. Jh.; der Straßenzug Am Hafen gehört mit seiner geschwungenen, der Uferlinie folgenden Bebauung zu den bedeutendsten Uferstraßenanlagen des Landes SchleswigHolstein. Die Folge der fast durchweg zwei- bis dreigeschossigen Giebel- und Traufenhäuser - darunter repräsentative Wohnhäuser des 17. u. 18. Jhs. - bildet in ihrer Gesamtheit ein Ensemble von hohem baukünstlerischem und städtebaulichem Wert, hinzu treten technische Gebäude der Hafennutzung - Begründung: geschichtlich, künstlerisch, städtebaulich, technisch - Schutzumfang: Wohnhäuser Am Hafen 2, 3, 4, 5, 6, 7, 8, 9, 10, 11, 12, 13, 14, 15-16, 17, 18, 19, 20, 21, 22, 23, 24, 25, 26, 27, 28, 29, 30, 31, 32, 33, 34, 35, 36, 37, 38, 39, 41, 42-43, 44, 45, 46, 47-48, 49, 50, 51a, 51d, 52; Wohn- und Geschäftshäuser Große Deichstraße 19, 20, 21; ehem. Salzspeicher (Am Hafen 63), Alter Speicher (Am Hafen 1), "Königshof" mit Wiebeke-Kruse-Turm (Am Hafen 40), Altes Brückenhaus (Am Hafen 61-62), Gasthaus (Alte Oper) mit Saaltrakt (Am Hafen 11a, Große Deichstraße 18), Zollamt (Am Hafen 51c) | weitere Fotos \| Fotos hochladen |
| 43331 Wikidata | Am Markt 1, 2, 3, 4, 5, 6, 7, 8, 9, 10, 11, 12, 13, 14, Am Markt, Große Kremper Straße 18 (53° 47′ 17″ N, 9° 25′ 26″ O) | Marktplatz mit Platzrandbebauung                                | Marktplatz Glückstadt; Entwurf 1617, Bebauung 17.-20. Jahrhundert; Marktplatz mit Kandelaber und Platzrandbebauung um den historischen Platz aus meist zwei- bis dreigeschossigen Geschäftshäusern und öffentlichen Gebäuden - Begründung: geschichtlich, künstlerisch, städtebaulich - Schutzumfang: Marktplatz, Kandelaber, Gaststätte "Der kleine Heinrich" (Am Markt 2), ehem. "Central-Hotel" (Am Markt 3), Rathaus (Am Markt 4), Gasthaus "Anno 1617" (Am Markt 5), Gasthaus "Raumann" (Am Markt 6), Wohnhaus mit Rückflügel und Hofgebäude (Am Markt 9), Bürgerhaus (Am Markt 10), Gasthaus (Am Markt 14), Café (Große Kremper Straße 18); Wohn- und Geschäftshäuser Am Markt 1, 7, 8, 11, 12, 13 | weitere Fotos \| Fotos hochladen |
| 26953          | Friedrich-Ebert-Straße 1, 2, 3, 4, 5, 6, 7, 8, Janssenweg 20, 22, 24, 26 (53° 47′ 30″ N, 9° 25′ 21″ O) | Wohnhäuser Friedrich-Ebert-Straße 1-8/Janssenweg 20–26          | Wohnhäuser Friedrich-Ebert-Straße 1-8/Janssenweg 20-26; 1926–1928; einheitliche Gruppe zweigeschossiger Backsteinwohnbauten mit Walmdach - Begründung: geschichtlich, städtebaulich - Schutzumfang: Mehrfamilienhäuser mit Nebengebäude (Friedrich-Ebert-Straße 1, 3, 5, 6, 7, 8; Janssenweg 20, 22, 26); Wohnhäuser (Friedrich-EbertStraße 2, 4); Mehrfamilienhaus (Janssenweg 24) | BW                               |
| 49270 Wikidata | Königstraße 18, 19, 20, 35, 36, 37, 38 (53° 47′ 14″ N, 9° 25′ 3″ O) | Baugruppe um das Wasmer-Palais                                  | Baugruppe um das Wasmer-Palais; zweigeschossige, getünchte Traufenhäuser des 18. und 19. Jahrhunderts, Sattel- und Walmdächer - Begründung: geschichtlich, künstlerisch, städtebaulich - Schutzumfang: Wasmer-Palais mit Hoffläche (Königstraße 36), ehem. Logenhaus (Königstraße 38), ehem. Münze (Königstraße 37); Wohnhäuser (Königstraße 18, 19, 20, 35) | weitere Fotos \| Fotos hochladen |
| 49275          | Neutorstraße 1, 2, 3, 4, 5 (53° 47′ 5″ N, 9° 25′ 23″ O) | Ehemalige Dienstwohngebäude der Zuchthausvögte Neutorstraße 1-5 | ehem. Dienstwohngebäude der Zuchthausvögte; vor 1813; traufständige, einstöckige Backsteinreihenhäuser, Satteldach - Begründung: geschichtlich, städtebaulich - Schutzumfang: ehem. Dienstwohngebäude Neutorstraße 1, 2, 3, 4, 5 | Fotos hochladen                  |

## Bauliche Anlagen
| Objekt-ID      | Lage                                                           | Offizielle Bezeichnung                                                           | Beschreibung | Bild                             |
| -------------- | -------------------------------------------------------------- | -------------------------------------------------------------------------------- | --- | -------------------------------- |
| 48567          | Am Burggraben 1 (53° 47′ 28″ N, 9° 25′ 16″ O)                  | Ehemalige Höhere Mädchenschule                                                   | ehem. Höhere Mädchenschule; 1913–14 errichtet nach Plänen des Stadtbautechnikers Timm; zweigeschossiger Backsteinbau im Heimatschutzstil, Walmdach, Nutzung auch als Amtsgericht Glückstadt Begründung: geschichtlich, städtebaulich Schutzumfang: gesamtes Objekt Denkmaltyp: Bauliche Anlage | Fotos hochladen                  |
| 2968 Wikidata  | Am Fleth 21 (53° 47′ 17″ N, 9° 25′ 22″ O)                      | Wohn- und Geschäftshaus                                                          | Zweigeschossiges Traufenhaus aus Backstein. Profilierte Traufbalken und Knaggen. Bauzeit: 17./18. Jh.; Alteintragung (Aktualisierung vorgesehen) - Begründung: Alteintragung (Aktualisierung vorgesehen) - Schutzumfang: Alteintragung (Aktualisierung vorgesehen) - Denkmaltyp: Bauliche Anlage | Fotos hochladen                  |
| 2969 Wikidata  | Am Fleth 22 (53° 47′ 17″ N, 9° 25′ 21″ O)                      | Wohnhaus                                                                         | Giebelhaus aus Backstein mit zweifach vorkragendem Fachwerkgiebel. Baujahr: 1680; Alteintragung (Aktualisierung vorgesehen) - Begründung: Alteintragung (Aktualisierung vorgesehen) - Schutzumfang: Alteintragung (Aktualisierung vorgesehen) - Denkmaltyp: Bauliche Anlage | Fotos hochladen                  |
| 2970 Wikidata  | Am Fleth 33 (53° 47′ 20″ N, 9° 25′ 15″ O)                      | Wohnhaus mit Löwenreliefs                                                        | Zweigeschossiges Traufenhaus mit rustifizierten Kanten. Hohes Kellergeschoss. Zwei Lövenreliefs auf einem Mauervorsprung. Erste Hälfte 19. Jahrhundert; Alteintragung (Aktualisierung vorgesehen) - Begründung: Alteintragung (Aktualisierung vorgesehen) - Schutzumfang: Alteintragung (Aktualisierung vorgesehen) - Denkmaltyp: Bauliche Anlage | Fotos hochladen                  |
| 2971 Wikidata  | Am Fleth 34 (53° 47′ 21″ N, 9° 25′ 14″ O)                      | Wohnhaus                                                                         | Zweigeschossiges Traufenhaus mit Mansarddach auf hohem Kellergeschoss. Die Mitte ist in drei Achsen um ein Geschoss erhöht. Eine zweiseitige Freitreppe führt zur zweiflügeligen Eingangstür mit Oberlicht. Alteintragung (Aktualisierung vorgesehen) - Begründung: Alteintragung (Aktualisierung vorgesehen) - Schutzumfang: Alteintragung (Aktualisierung vorgesehen) - Denkmaltyp: Bauliche Anlage | Fotos hochladen                  |
| 10508          | Am Fleth 35 (53° 47′ 21″ N, 9° 25′ 14″ O)                      | Villa                                                                            | Villa; nach 1876; zweigeschossiger neoklassizistischer Prachtbau mit Mansardwalmdach - Begründung: geschichtlich, künstlerisch, städtebaulich - Schutzumfang: gesamtes Objekt - Denkmaltyp: Bauliche Anlage | Fotos hochladen                  |
| 10507 Wikidata | Am Fleth 36 – 36a (53° 47′ 22″ N, 9° 25′ 13″ O)                | Kontorhaus/ehem. Stadthaus der Grafen von Ahlefeldt                              | Kontorhaus / ehem. Stadthaus der Grafen von Ahlefeldt; im Ursprung 17. Jahrhundert, heutiges Erscheinungsbild 19. Jahrhundert; zehnachsiger, zweigeschossiger Fachwerkbau mit massiver, Lisenen gegliederter Backsteinfassade, Walmdach - Begründung: geschichtlich, städtebaulich - Schutzumfang: gesamtes Objekt - Denkmaltyp: Bauliche Anlage, Sachgesamtheit: Druckerei Augustin | weitere Fotos \| Fotos hochladen |
| 41836          | Am Fleth 37 (53° 47′ 22″ N, 9° 25′ 12″ O)                      | Druckerei                                                                        | Druckerei; Hauptgebäude 1883–1884, Architekt Möring, Erweiterungen bis 1959; zweigeschossiges Backsteintraufenhaus mit seitlichem Anbau und rückwärtiger Setzerei, unterschiedliche Dachformen, mit Ausstattung - Begründung: geschichtlich, wissenschaftlich, technisch - Schutzumfang: Druckerei, Ausstattung - Denkmaltyp: Bauliche Anlage, Sachgesamtheit: Druckerei Augustin | weitere Fotos \| Fotos hochladen |
| 10509          | Am Fleth 38 (53° 47′ 23″ N, 9° 25′ 15″ O)                      | Ehemalige Artillerieschmiede                                                     | ehem. Artillerieschmiede; im Kern barock, Anfang 19. Jahrhundert zum Wohnhaus umgebaut; eingeschossiger Putzbreitbau, Walmdach - Begründung: geschichtlich, städtebaulich - Schutzumfang: gesamtes Objekt - Denkmaltyp: Bauliche Anlage | Fotos hochladen                  |
| 2972 Wikidata  | Am Fleth 40 (53° 47′ 22″ N, 9° 25′ 16″ O)                      | Altes Zeughaus                                                                   | Altes Zeughaus; im Kern 1723, Anfang 19. Jahrhundert zu Wohnzwecken verkleinert und umgebaut; eingeschossiger Putzbau von sieben Achsen mit mittigem Zwerchhaus mit abgeschlepptem Dach, Satteldach - Begründung: geschichtlich, künstlerisch, städtebaulich - Schutzumfang: gesamtes Objekt - Denkmaltyp: Bauliche Anlage | Fotos hochladen                  |
| 44209          | Am Fleth 42 (53° 47′ 22″ N, 9° 25′ 16″ O)                      | Ehemalige Spar- und Leihkasse                                                    | ehem. Spar- und Leihkasse; 1902; zweigeschossiger Backsteinbau mit Treppengiebeln und dreigeschossigem oktogonalem Eingangsturm, Walmdach - Begründung: geschichtlich, städtebaulich - Schutzumfang: gesamtes Objekt - Denkmaltyp: Bauliche Anlage | Fotos hochladen                  |
| 2973 Wikidata  | Am Fleth 43 (53° 47′ 20″ N, 9° 25′ 19″ O)                      | Brockdorff-Palais                                                                | Das Brockdorff-Palais in Glückstadt in Schleswig-Holstein ist ein früherer Adelshof, Baujahr 1631–1632. Es zählt neben dem Wasmer-Palais zu den bedeutendsten profanen Bauwerken der Stadt. Es beherbergt mit dem sogenannten Detlefsen-Museum eine Sammlung zur Geschichte der Stadt Glückstadt und ihrer Umgebung sowie das Stadtarchiv. Alteintragung (Aktualisierung vorgesehen) - Begründung: Alteintragung (Aktualisierung vorgesehen) - Schutzumfang: Alteintragung (Aktualisierung vorgesehen) - Denkmaltyp: Bauliche Anlage | weitere Fotos \| Fotos hochladen |
| 2974 Wikidata  | Am Fleth 58 (53° 47′ 14″ N, 9° 25′ 29″ O)                      | Wohnhaus (Haustür und Treppe)                                                    | Spätbarocke Haustür mit Oberlicht aus dem 18. Jahrhundert. Im Innern eine barocke Treppe mit Balusterbrüstung. Alteintragung (Aktualisierung vorgesehen) - Begründung: Alteintragung (Aktualisierung vorgesehen) - Schutzumfang: Alteintragung (Aktualisierung vorgesehen) - Denkmaltyp: Bauliche Anlage | Fotos hochladen                  |
| 2976 Wikidata  | Am Hafen 1 (53° 47′ 11″ N, 9° 25′ 30″ O)                       | Alter Speicher                                                                   | Alter Speicher; Ende 19. Jh.; dreigeschossiger Backsteinbau in exponierter Lage am Hafenkopf mit zwei Schauseiten, zeittypische Gliederung mit Segmentbogennischen, Ecklisenen und Konsolfriesen, Mittelachse mit Ladeluken ablesbar. Anschaulich überlieferter Funktionsbau der Hafennutzung - Begründung: geschichtlich, städtebaulich - Schutzumfang: gesamtes Äußeres - Denkmaltyp: Bauliche Anlage, Mehrheit von baulichen Anlagen: Glückstadt Am Hafen | weitere Fotos \| Fotos hochladen |
| 2984           | Am Hafen 9 (53° 47′ 10″ N, 9° 25′ 27″ O)                       | Wohnhaus                                                                         | Wohnhaus; Anfang 19. Jh.; dreigeschossiges Traufenhaus mit Backstein-Fassade von vier Achsen mit seitlichem Eingang und Fensterbankgesimsen - Begründung: geschichtlich, städtebaulich - Schutzumfang: gesamtes Objekt - Denkmaltyp: Bauliche Anlage, Mehrheit von baulichen Anlagen: Glückstadt Am Hafen | BW                               |
| 10462 Wikidata | Am Hafen 11a (53° 47′ 10″ N, 9° 25′ 23″ O)                     | Gasthaus (Alte Oper) – Saaltrakt                                                 | Siehe Große Deichstraße 18; Alteintragung (Aktualisierung vorgesehen) - Begründung: Alteintragung (Aktualisierung vorgesehen) - Schutzumfang: Alteintragung (Aktualisierung vorgesehen) - Denkmaltyp: Bauliche Anlage | Fotos hochladen                  |
| 2988 Wikidata  | Am Hafen 13 (53° 47′ 9″ N, 9° 25′ 21″ O)                       | Wohnhaus                                                                         | Wohnhaus; 1. Hälfte 19. Jh.; zweigeschossiges Traufenhaus von vier Achsen mit kleinem Flachgiebel, Putzfassade mit zurückhaltender klassizistischer Gliederung, im Innern historische Raumgliederung sowie Treppenhaus, Holzkassettentüren und Deckenstuck erhalten - Begründung: geschichtlich, städtebaulich - Schutzumfang: gesamtes Objekt - Denkmaltyp: Bauliche Anlage, Mehrheit von baulichen Anlagen: Glückstadt Am Hafen | Fotos hochladen                  |
| 2989 Wikidata  | Am Hafen 14 (53° 47′ 9″ N, 9° 25′ 21″ O)                       | Wohnhaus (ehem. Apotheke)                                                        | Wohnhaus (ehem. Apotheke); Anfang 19. Jh.; zweigeschossiges Traufenhaus in Ecklage mit Putzfassaden, die dem Hafen zugewandte Frontseite fünfachsig mit Portalrisalit unter kleinem Schweifgiebel, im Innern Eingangshalle mit klassizistischem Stuck und Treppe erhalten - Begründung: geschichtlich, künstlerisch, städtebaulich - Schutzumfang: gesamtes Objekt - Denkmaltyp: Bauliche Anlage, Mehrheit von baulichen Anlagen: Glückstadt Am Hafen | Fotos hochladen                  |
| 2994 Wikidata  | Am Hafen 20 (53° 47′ 8″ N, 9° 25′ 17″ O)                       | Wohnhaus                                                                         | Wohnhaus; 18. Jh.; zweigeschossiges Backstein-Giebelhaus mit Satteldach, vierachsige Giebelfront mit Sandsteinportal und kupferverkleidetem Schweifgiebel - Begründung: geschichtlich, künstlerisch, städtebaulich - Schutzumfang: gesamtes Äußeres - Denkmaltyp: Bauliche Anlage, Mehrheit von baulichen Anlagen: Glückstadt Am Hafen | Fotos hochladen                  |
| 2995 Wikidata  | Am Hafen 21 (53° 47′ 9″ N, 9° 25′ 16″ O)                       | Wohnhaus                                                                         | Wohnhaus; 18. Jh.; zweigeschossiges Giebelhauses mit Satteldach, verputzte Giebelfront mit hohem Schweifgiebel und geschmiedeten Mauerankern - Begründung: geschichtlich, städtebaulich - Schutzumfang: gesamtes Äußeres - Denkmaltyp: Bauliche Anlage, Mehrheit von baulichen Anlagen: Glückstadt Am Hafen | Fotos hochladen                  |
| 2996 Wikidata  | Am Hafen 22 (53° 47′ 9″ N, 9° 25′ 16″ O)                       | Wohnhaus                                                                         | Wohnhaus; 18. Jh.; zweigeschossiges Backstein-Traufenhaus mit Mansarddach,Hauptfassade von sieben Achsen mit Eckrustizierung, flacher dreiachsigen Mittelrisalit mit rustiziertem Erdgeschoss, Pilastergliederung im Obergeschoss und mit Dreiecksgiebel überhöhtem Dachgeschoss, spätklassizistische Oberlichttür mit Freitreppe; im Inneren barocke Treppe und Tür - Begründung: geschichtlich, künstlerisch, städtebaulich - Schutzumfang: gesamtes Objekt - Denkmaltyp: Bauliche Anlage, Mehrheit von baulichen Anlagen: Glückstadt Am Hafen | Fotos hochladen                  |
| 2997 Wikidata  | Am Hafen 23 (53° 47′ 9″ N, 9° 25′ 15″ O)                       | Wohnhaus                                                                         | Wohnhaus; Anfang 19. Jh.; zweigeschossiges Traufenhaus von sieben Achsen, die Hauptfront mit rustizierten Lisenen und mittiger Säulenloggia im angedeuteten übergiebelten Mittelrisalit - Begründung: geschichtlich, künstlerisch, städtebaulich - Schutzumfang: gesamtes Äußeres - Denkmaltyp: Bauliche Anlage, Mehrheit von baulichen Anlagen: Glückstadt Am Hafen | Fotos hochladen                  |
| 2999 Wikidata  | Am Hafen 25 (53° 47′ 9″ N, 9° 25′ 14″ O)                       | Wohnhaus                                                                         | Wohnhaus; 19. Jh.; zweigeschossiges Giebelhaus im Stil der Renaissance, Backsteinbau mit aufwändiger Putzgliederung, Rustizierungen, Fenstereinfassungen und -verdachungen, Bänder und Treppenfriese (Giebelbereich vermutlich vereinfacht), bauzeitliche Ausstattung erhalten - Begründung: geschichtlich, künstlerisch, städtebaulich - Schutzumfang: gesamtes Objekt - Denkmaltyp: Bauliche Anlage, Mehrheit von baulichen Anlagen: Glückstadt Am Hafen | Fotos hochladen                  |
| 3009 Wikidata  | Am Hafen 38 (53° 47′ 9″ N, 9° 25′ 8″ O)                        | Wohnhaus                                                                         | Wohnhaus; 1886; zweigeschossiges Giebelhaus in Ecklage mit zwei Schauseiten, Backsteinbau mit Ecklisenen und akzentuierter Putzgliederung an Fenstern und Geschossprofilen, Eingang an der Traufseite am Jungfernstieg - Begründung: geschichtlich, städtebaulich - Schutzumfang: gesamtes Objekt - Denkmaltyp: Bauliche Anlage, Mehrheit von baulichen Anlagen: Glückstadt Am Hafen | Fotos hochladen                  |
| 3011 Wikidata  | Am Hafen 40 (53° 47′ 9″ N, 9° 25′ 7″ O)                        | „Königshof“ mit Wiebeke-Kruse-Turm                                               | "Königshof" mit Wiebeke-Kruse-Turm; 1630/31, 1873/74; erstes Wohnhaus König Christians IV. aus der Gründungszeit der Stadt, 1638 im Besitz seiner Geliebten Wiebke Kruse. Erhalten an der Rückseite der polygonale Treppenturm mit geschweifter Doppelhaube, Reichsapfel und Reiter an der Wetterfahnenstange sowie Wendeltreppe und gewölbte Keller. Über diesen ein Neubau von 1873/74, dreigeschossiger Traufenbau mit dezenter spätklassizistischer Putzgliederung und dekorativ ausgemaltem Eingangsflur - Begründung: geschichtlich, künstlerisch, städtebaulich - Schutzumfang: gesamtes Objekt - Denkmaltyp: Bauliche Anlage, Mehrheit von baulichen Anlagen: Glückstadt Am Hafen | weitere Fotos \| Fotos hochladen |
| 3016 Wikidata  | Am Hafen 46 (53° 47′ 9″ N, 9° 25′ 3″ O)                        | Wohnhaus                                                                         | Adelspalais, Wohnhaus; 1697; zweigeschossiger Putzbau von acht Achsen mit Kolossalpilastergliederung und Walmdach, Hauptfassade mit Sandsteinportal mit akanthus- und blütengeziertem Aufsatz und einem durch Initiale und Jahreszahl geschmückten Ovalfeld, im Inneren historische Raumstruktur und baufeste Ausstattung erhalten - Begründung: geschichtlich, künstlerisch, städtebaulich - Schutzumfang: gesamtes Objekt - Denkmaltyp: Bauliche Anlage, Mehrheit von baulichen Anlagen: Glückstadt Am Hafen | weitere Fotos \| Fotos hochladen |
| 3017 Wikidata  | Am Hafen 61 – 62 (53° 47′ 9″ N, 9° 25′ 8″ O)                   | Altes Brückenhaus                                                                | Altes Brückenhaus; 18. Jh., 1840; kleiner, zweigeschossiger Fachwerkbau mit Walmdach, unmittelbar am Wasser, einst mit einer hölzernen Klappbrücke über den Hafen zum Rethövel, jüngerer eingeschossiger Anbau mit Satteldach und Fachwerk-Zwerchgiebel - Begründung: geschichtlich, städtebaulich - Schutzumfang: gesamtes Äußeres - Denkmaltyp: Bauliche Anlage, Mehrheit von baulichen Anlagen: Glückstadt Am Hafen | weitere Fotos \| Fotos hochladen |
| 2975 Wikidata  | Am Hafen 63 (53° 47′ 8″ N, 9° 25′ 11″ O)                       | Ehemaliger Salzspeicher                                                          | ehem. Salzspeicher; 1827; dreigeschossiger Backsteinbau auf etwa quadratischem Grundriss mit Mansard-Walmdach, kleine Segmentbogenfenster, Achse mit Ladeluken und rundbogigem Zwerchhaus mit Kranaufzug - Begründung: geschichtlich, städtebaulich, technisch - Schutzumfang: gesamtes Äußeres - Denkmaltyp: Bauliche Anlage, Mehrheit von baulichen Anlagen: Glückstadt Am Hafen | weitere Fotos \| Fotos hochladen |
| 10495          | Am Jungfernstieg 11 (53° 47′ 12″ N, 9° 25′ 7″ O)               | Wohnhaus Hänel                                                                   | Wohnhaus Hänel; 1800 errichtet, 1903 erweitert; zweigeschossiges Putztraufenhaus mit Mittelrisalit und Dreiecksgiebel, Satteldach - Begründung: geschichtlich, städtebaulich - Schutzumfang: gesamtes Äußeres - Denkmaltyp: Bauliche Anlage | Fotos hochladen                  |
| 10494          | Am Jungfernstieg 13 (53° 47′ 13″ N, 9° 25′ 7″ O)               | Ehemalige Soldatenbude                                                           | ehem. Soldatenbude; Fassade vermutlich um 1800; eingeschossiges Backsteintraufenhaus mit Mittelzwerchhaus, weiß geschlämmt, Satteldach - Begründung: geschichtlich, städtebaulich - Schutzumfang: gesamtes Objekt - Denkmaltyp: Bauliche Anlage | Fotos hochladen                  |
| 3037 Wikidata  | Am Kirchplatz 1 (53° 47′ 18″ N, 9° 25′ 32″ O)                  | Altes Pastorat                                                                   | Altes Pastorat; 1745; zweigeschossiger, breitgelagerter Backsteinbau mit zwerchhausähnlicher Dachgaube, Walmdach - Begründung: geschichtlich, städtebaulich - Schutzumfang: gesamtes Objekt - Denkmaltyp: Bauliche Anlage, Sachgesamtheit: Stadtkirche Glückstadt | Fotos hochladen                  |
| 10489          | Am Kirchplatz 2 (53° 47′ 19″ N, 9° 25′ 33″ O)                  | Ehemaliges Neues Pastorat                                                        | ehem. Neues Pastorat; 1879–81; zweigeschossiger Backsteinbau der Neorenaissance, flaches Walmdach, mit gleichgestaltetem Nebengebäude - Begründung: geschichtlich, künstlerisch, städtebaulich - Schutzumfang: ehem. Neues Pastorat, Nebengebäude - Denkmaltyp: Bauliche Anlage, Sachgesamtheit: Stadtkirche Glückstadt | Fotos hochladen                  |
| 10488          | Am Kirchplatz 6 (53° 47′ 18″ N, 9° 25′ 36″ O)                  | Ehemalige Gelehrtenschule                                                        | ehem. Gelehrtenschule; 1858, Architekt: Herrmann Georg Krüger; Erweiterung 1880; zweigeschossiger, breitgelagerter verputzter Backsteinbau im Rundbogenstil, Satteldach - Begründung: geschichtlich, städtebaulich - Schutzumfang: gesamtes Objekt - Denkmaltyp: Bauliche Anlage | Fotos hochladen                  |
| 77 Wikidata    | Am Kirchplatz (53° 47′ 17″ N, 9° 25′ 31″ O)                    | Stadtkirche mit Ausstattung                                                      | Stadtkirche mit Ausstattung; 1618–23, 1650 nach Turmeinsturz erneuert und um ein Querhaus erweitert; weiß geschlämmter Backsteinbau mit Westturm, einschiffigem Langhaus mit Querhaus, eingezogenem, dreiseitig geschlossenem Chor, reiche Ausstattung vor allem des Barock - Begründung: geschichtlich, künstlerisch, städtebaulich - Schutzumfang: gesamtes Objekt - Denkmaltyp: Bauliche Anlage, Sachgesamtheit: Stadtkirche Glückstadt | weitere Fotos \| Fotos hochladen |
| 42793 Wikidata | Am Markt (53° 47′ 17″ N, 9° 25′ 26″ O)                         | Marktplatz                                                                       | Marktplatz; 1617; Mittelpunkt der Planstadt König Christian IV., Zentrum der polygonalen Radialstadt, von dem aus die Straßen strahlenförmig zu den ehemaligen Bastionen ausgehen; der mit Kopfsteinpflaster belegte Platz ist durch die hufeisenförmig umlaufende Marktrandbebauung und die Straße "Am Fleth", dem künstlichen, ehemals schiffbaren, Wasserlauf im Westen, eingefasst - Begründung: geschichtlich, wissenschaftlich, städtebaulich - Schutzumfang: gesamtes Objekt - Denkmaltyp: Bauliche Anlage, Mehrheit von baulichen Anlagen: Marktplatz mit Platzrandbebauung | weitere Fotos \| Fotos hochladen |
| 3018 Wikidata  | Am Markt (53° 47′ 17″ N, 9° 25′ 26″ O)                         | Kandelaber                                                                       | Spätklassizistischer gusseiserner Kandelaber von 1869 über der Zisterne des ehemaligen Marktbrunnens. Mit Adlersockel und fünf Ampeln auf Volutenarmen. Alteintragung (Aktualisierung vorgesehen) - Begründung: geschichtlich, künstlerisch, städtebaulich - Schutzumfang: Alteintragung (Aktualisierung vorgesehen) - Denkmaltyp: Bauliche Anlage, Mehrheit von baulichen Anlagen: Marktplatz mit Platzrandbebauung | Fotos hochladen                  |
| 3019 Wikidata  | Am Markt 1 (53° 47′ 17″ N, 9° 25′ 24″ O)                       | Wohn- und Geschäftshaus                                                          | Der dreigeschossige Backsteinbau von 1913 hat zwei Schauseiten mit jeweils vier Fensterachsen. Auf der Flethseite ist die rechte Achse vermauert. Putzelemente und Lisenen strukturieren das Mauerwerk. Das Mansarddach hat auf jeder Schauseite eine zwerchhausähnliche zweiachsige Dachgaube. Alteintragung (Aktualisierung vorgesehen) - Begründung: geschichtlich, städtebaulich - Schutzumfang: gesamtes Äußeres - Denkmaltyp: Bauliche Anlage, Mehrheit von baulichen Anlagen: Marktplatz mit Platzrandbebauung | Fotos hochladen                  |
| 3020 Wikidata  | Am Markt 2 (53° 47′ 18″ N, 9° 25′ 24″ O)                       | Gaststätte „Der kleine Heinrich“                                                 | Das schlichte zweigeschossige Giebelhaus ist eines der ältesten Häuser der Stadt. Es hat vier Fensterachsen und eine zweiflügelige Eingangstür mit Oberlicht. Das Haus wurde vermutlich kurz nach der Stadtgründung 1617 errichtet. Ab 1695 gibt es schriftliche Nachweise seiner Existenz. 1988 wurde das Haus umfangreich restauriert, wobei unter anderem geschnitzte Bauteile und Deckenmalereien aus dem 17. Jahrhundert zum Vorschein kamen. Alteintragung (Aktualisierung vorgesehen) - Begründung: geschichtlich, städtebaulich - Schutzumfang: gesamtes Objekt - Denkmaltyp: Bauliche Anlage, Mehrheit von baulichen Anlagen: Marktplatz mit Platzrandbebauung | Fotos hochladen                  |
| 3021 Wikidata  | Am Markt 4 (53° 47′ 18″ N, 9° 25′ 25″ O)                       | Rathaus                                                                          | Rathaus; 1873; Nachbildung eines Vorgängerbaus von 1642; traufständiger, zweigeschossiger Backsteinbau mit gliedernder Sandsteinornamentik über hohem Kellergeschoss, mittig doppelläufige Freitreppe mit Balkonportal und flachem Schweifgiebel zwischen zwei Zwerchhäusern mit Voluten- und Schweifgiebeln, seitliche Durchfahrten; bauzeitliches Treppenhaus sowie reiche bauzeitliche Ausstattung - Begründung: geschichtlich, künstlerisch, städtebaulich - Schutzumfang: Rathaus, - Denkmaltyp: Bauliche Anlage, Mehrheit von baulichen Anlagen: Marktplatz mit Platzrandbebauung | weitere Fotos \| Fotos hochladen |
| 1886 Wikidata  | Am Markt 9 (53° 47′ 18″ N, 9° 25′ 29″ O)                       | Wohnhaus mit Rückflügel                                                          | Dreigeschossiges Traufenhaus mit Walmdach. Offene Durchfahrt. 18./19. Jahrhundert; Alteintragung (Aktualisierung vorgesehen) - Begründung: geschichtlich, künstlerisch, städtebaulich - Schutzumfang: Wohnhaus mit Rückflügel, Hofgebäude - Denkmaltyp: Bauliche Anlage, Mehrheit von baulichen Anlagen: Marktplatz mit Platzrandbebauung | Fotos hochladen                  |
| 3022 Wikidata  | Am Markt 10 (53° 47′ 17″ N, 9° 25′ 29″ O)                      | Bürgerhaus                                                                       | Backstein-Giebelhaus mit vorkragendem Fachwerkobergeschoss. Krüppelwalmdach; Alteintragung (Aktualisierung vorgesehen) - Begründung: geschichtlich, künstlerisch, städtebaulich - Schutzumfang: gesamtes Objekt - Denkmaltyp: Bauliche Anlage, Mehrheit von baulichen Anlagen: Marktplatz mit Platzrandbebauung | Fotos hochladen                  |
| 19530          | Am Neuendeich 15 (53° 47′ 40″ N, 9° 25′ 10″ O)                 | Ehemaliges Offizierskasino und -wohnheim                                         | ehem. Offizierskasino und -wohnheim; 1937, Architekt Regierungsbaurat Walbe; zweigeschossiger breitgelagerter Backsteinbau über Sockelgeschoss im Heimatschutzstil mit stilisierter Rustika, seitlichem Eingangsaltan und Walmdach, mit Frei- und Gartenflächen vor und hinter dem Gebäude sowie einem Gartenhäuschen - Begründung: geschichtlich, künstlerisch, städtebaulich - Schutzumfang: ehem. Offizierskasino und -wohnheim, Frei- und Gartenflächen, Gartenhäuschen - Denkmaltyp: Bauliche Anlage, Sachgesamtheit: Marinekaserne | Fotos hochladen                  |
| 3023 Wikidata  | Am Proviantgraben 1 (53° 47′ 12″ N, 9° 24′ 59″ O)              | ehemaliges Provianthaus                                                          | Baujahr; 1705, Nachfolgebau eines 1633 errichteten Nebengebäudes der Schlossanlage. Der barocke Bau wurde unter Friedrich IV. errichtet, das Monogramm des Königs zierte ursprünglich den Nordgiebel. Das einstige Wirtschaftsgebäude wurde durch Umbauten des 19. und 20. Jahrhunderts stark verändert. Alteintragung (Aktualisierung vorgesehen) - Begründung: Alteintragung (Aktualisierung vorgesehen) - Schutzumfang: Alteintragung (Aktualisierung vorgesehen) - Denkmaltyp: Bauliche Anlage | Fotos hochladen                  |
| 3024 Wikidata  | Am Rethövel 8 (53° 47′ 6″ N, 9° 25′ 23″ O)                     | Wohnhaus                                                                         | Eingeschossiges Traufenhaus mit Mansarddach. Bauzeit: 18. Jh., das Treppenhaus älter; Alteintragung (Aktualisierung vorgesehen) - Begründung: Alteintragung (Aktualisierung vorgesehen) - Schutzumfang: Alteintragung (Aktualisierung vorgesehen) - Denkmaltyp: Bauliche Anlage | Fotos hochladen                  |
| 3025 Wikidata  | Am Rethövel 9 (53° 47′ 5″ N, 9° 25′ 21″ O)                     | Ehemaliges Frauengefängnis                                                       | 1738 als Zucht- und Tollhaus erbautes Gebäude in schlossartigem Stil mit viereckigem Grundriss und ehemals eigener Zugbrücke. Dieses Zuchthaus war der Vorgänger sowohl der 1820 nach Schleswig verlegten Irrenanstalt als auch des späteren sogenannten neuen Zuchthauses in der Königstraße 41. Das seit 1875 reine Frauenzuchthaus wurde bis 1931 betrieben. Danach wurde das Gebäude zu einem Wohnhaus umgebaut. Alteintragung (Aktualisierung vorgesehen) - Begründung: Alteintragung (Aktualisierung vorgesehen) - Schutzumfang: Alteintragung (Aktualisierung vorgesehen) - Denkmaltyp: Bauliche Anlage | weitere Fotos \| Fotos hochladen |
| 3026 Wikidata  | Am Rethövel 12 (53° 47′ 5″ N, 9° 25′ 11″ O)                    | Wohnhaus                                                                         | Zweigeschossiges Traufenhaus mit Mansarddach. Bauzeit. 18./19. Jh. Alteintragung (Aktualisierung vorgesehen) - Begründung: Alteintragung (Aktualisierung vorgesehen) - Schutzumfang: Alteintragung (Aktualisierung vorgesehen) - Denkmaltyp: Bauliche Anlage | Fotos hochladen                  |
| 55996          | Am Rhin 10 (53° 47′ 32″ N, 9° 26′ 23″ O)                       | ehem. Köhlkerhaus                                                                | ehem. Köhlkerhaus; 2. Hälfte 19. Jh.; reetgedeckte Zweiständerfachhallenkate unter Satteldach mit Schopfwalm und Eulenluke, Durchgangsdiele; rückwärtig Wirtschaftsgebäude - Schutzumfang: ehem. Köhlkerhaus, Wirtschaftsgebäude - Begründung: Geschichtlich, Kulturlandschaftlich | BW                               |
| 30740          | An der Chaussee 53 (53° 47′ 59″ N, 9° 26′ 26″ O)               | Fachhallenhaus Buntenhof                                                         | Fachhallenhaus Buntenhof; 1625 erstmals erwähnt, Fassadengestaltung Mitte 19. Jahrhundert; ehem. Durchgangshaus, Außenwände massiv aus Backstein, Reetdach mit Halbwalmen - Begründung: geschichtlich, Kulturlandschaft prägend - Schutzumfang: gesamtes Objekt - Denkmaltyp: Bauliche Anlage | BW                               |
| 49277          | Bahnhofstraße 2 (53° 47′ 19″ N, 9° 25′ 50″ O)                  | Verwaltungsgebäude der Stadtwerke Glückstadt                                     | Verwaltungsgebäude der Stadtwerke Glückstadt; 1925–1926; Entwurf: Architekt Harry Brandes, Itzehoe, Mitarbeit: Stadtbaumeister Johann Timm, Wandmalerei: Max Kahlke; zweigeschossiger Backsteinbau in Formen des Heimatschutzstils mit expressionistischen Elementen, Mittelrisalit mit abgeschlepptem Dach, Walmdach, mit Einfriedung - Begründung: geschichtlich, künstlerisch, städtebaulich - Schutzumfang: Verwaltungsgebäude der Stadtwerke Glückstadt, Einfriedung - Denkmaltyp: Bauliche Anlage | Fotos hochladen                  |
| 29189 Wikidata | Bahnhofstraße (53° 47′ 19″ N, 9° 25′ 43″ O)                    | Bahnhofsvorplatz                                                                 | Alteintragung (Aktualisierung vorgesehen) - Begründung: Alteintragung (Aktualisierung vorgesehen) - Schutzumfang: Alteintragung (Aktualisierung vorgesehen) - Denkmaltyp: Bauliche Anlage | Fotos hochladen                  |
| 28735 Wikidata | Bahnhofstraße 5 – 5b (53° 47′ 19″ N, 9° 25′ 44″ O)             | Bahnhofempfangsgebäude                                                           | Alteintragung (Aktualisierung vorgesehen) - Begründung: geschichtlich, wissenschaftlich, städtebaulich - Schutzumfang: Alteintragung (Aktualisierung vorgesehen) - Denkmaltyp: Bauliche Anlage | weitere Fotos \| Fotos hochladen |
| 29188 Wikidata | Bahnhofstraße 5 – 5b (53° 47′ 19″ N, 9° 25′ 42″ O)             | Bahnsteigüberdachung                                                             | Alteintragung (Aktualisierung vorgesehen) - Begründung: Alteintragung (Aktualisierung vorgesehen) - Schutzumfang: Alteintragung (Aktualisierung vorgesehen) - Denkmaltyp: Bauliche Anlage | Fotos hochladen                  |
| 10480 Wikidata | Ballhausstraße 31–32 (53° 47′ 19″ N, 9° 25′ 11″ O)             | Ehemaliges Reepschlägerhaus                                                      | ehem. Reepschlägerhaus; im Kern 1640; eingeschossiger, traufständiger Backsteinbau mit breitem doppelgeschossigem, abgeschlepptem Mittelteil, Satteldach, mit rückwärtig angeschlossener jüngerer Reeperbahn - Begründung: geschichtlich, städtebaulich - Schutzumfang: gesamtes Objekt - Denkmaltyp: Bauliche Anlage, Sachgesamtheit: ehem. Reepschlägerei | Fotos hochladen                  |
| 22849 Wikidata | Bohnstraße 1 (53° 47′ 25″ N, 9° 25′ 13″ O)                     | Ehemaliger Wasserturm Glückstadt                                                 | Der historistische Backsteinbau von 1891 erinnerte im Originalzustand an eine mittelalterliche Burg. Der Schaft ist noch erhalten; ebenso der schlanke Treppenturm. Der gesamte obere Bereich des Hauptturms mit dem Wasserbehälter existiert jedoch nicht mehr. Er trug ursprünglich einen Zinnenkranz und war doppelt so hoch wie der vorkragende Teil. Alteintragung (Aktualisierung vorgesehen) - Begründung: geschichtlich, städtebaulich, technisch - Schutzumfang: Alteintragung (Aktualisierung vorgesehen) - Denkmaltyp: Bauliche Anlage | weitere Fotos \| Fotos hochladen |
| 12581          | Bohnstraße 16 (53° 47′ 26″ N, 9° 25′ 28″ O)                    | Ehemaliges Direktionsgebäude der Schleswig-Holsteinischen Marschbahngesellschaft | Direktionsgebäude der Schleswig-Holsteinischen Marschbahngesellschaft; 1890; zweigeschossiger Backsteinbau des Historismus mit neoromanischen Formen, Walmdach - Begründung: geschichtlich, städtebaulich - Schutzumfang: gesamtes Objekt - Denkmaltyp: Bauliche Anlage | BW                               |
| 28736 Wikidata | Christian-IV-Straße 25 (53° 47′ 13″ N, 9° 25′ 53″ O)           | Stellwerk "Gs"                                                                   | Alteintragung (Aktualisierung vorgesehen) - Begründung: Alteintragung (Aktualisierung vorgesehen) - Schutzumfang: Alteintragung (Aktualisierung vorgesehen) - Denkmaltyp: Bauliche Anlage | Fotos hochladen                  |
| 29190 Wikidata | Christian-IV-Straße 25 (53° 47′ 13″ N, 9° 25′ 53″ O)           | Stellwerksmechanik                                                               | Alteintragung (Aktualisierung vorgesehen) - Begründung: Alteintragung (Aktualisierung vorgesehen) - Schutzumfang: Alteintragung (Aktualisierung vorgesehen) - Denkmaltyp: Bauliche Anlage | BW                               |
| 10476          | Dithmarschenstraße 12 (53° 47′ 15″ N, 9° 25′ 0″ O)             | Ehemalige Hauptwache                                                             | ehem. Hauptwache; urspr. 1742 errichtet, 1783 renoviert, 1879 vom Marktplatz transloziert und zum Wohnhaus umfunktioniert wiederaufgebaut; eingeschossiger Backsteinbau mit Mittelzwerchhaus, Satteldach - Begründung: geschichtlich, wissenschaftlich, städtebaulich - Schutzumfang: gesamtes Objekt - Denkmaltyp: Bauliche Anlage | Fotos hochladen                  |
| 19915 Wikidata | Groß Neuwerk 24 (53° 47′ 13″ N, 9° 25′ 17″ O)                  | ehemalige Löwenbäckerei                                                          | Alteintragung (Aktualisierung vorgesehen) - Begründung: Alteintragung (Aktualisierung vorgesehen) - Schutzumfang: Alteintragung (Aktualisierung vorgesehen) - Denkmaltyp: Bauliche Anlage | Fotos hochladen                  |
| 10411 Wikidata | Groß Neuwerk 24 (53° 47′ 13″ N, 9° 25′ 17″ O)                  | 2 Sandsteinlöwen                                                                 | Alteintragung (Aktualisierung vorgesehen) - Begründung: geschichtlich, städtebaulich - Schutzumfang: Alteintragung (Aktualisierung vorgesehen) - Denkmaltyp: Bauliche Anlage | Fotos hochladen                  |
| 10467 Wikidata | Große Deichstraße 8 (53° 47′ 12″ N, 9° 25′ 25″ O)              | Ehemalige Stadtapotheke                                                          | ehem. Stadtapotheke; 1633 gegründet, Vorderhaus 18. Jahrhundert; zweigeschossiges Traufenhaus mit barocker Innenausstattung mit Mansarddach, mit Traufenhaus an der Kapaunenstraße, im Kern um 1700 und älterem Fachwerk-Rückflügel aus dem Anfang des 18. Jahrhunderts, im Hof Nebengebäude, vermutlich Destillerie, Anfang 19. Jahrhundert - Begründung: geschichtlich, künstlerisch, städtebaulich - Schutzumfang: ehem. Stadtapotheke, ehem. Destillerie - Denkmaltyp: Bauliche Anlage | Fotos hochladen                  |
| 3028 Wikidata  | Große Deichstraße 18 (53° 47′ 10″ N, 9° 25′ 23″ O)             | Gasthaus (Alte Oper) mit Saalbau                                                 | Gasthaus "Alte Oper" mit Saalbau; um 1620, Umbauten 18. u. 20. Jh., Saalbau Mitte 19. Jh.; Eckhaus am Hafen, urspr. zweigeschossiger Fachwerkbau um 1620, im Spätbarock und im 20. Jh. außen massiv in Ziegeln erneuert, Hafenseite Mitte 19. Jh. für Saalanbau verkürzt, im Innern die historische Raumgliederung sowie Konstruktions- und Zierformen erhalten, insbesondere eine Barocktreppe und eine Stuckdecke Mitte 17. Jh.; Saalbau in Fachwerk - Begründung: geschichtlich, künstlerisch, städtebaulich - Schutzumfang: gesamtes Objekt - Denkmaltyp: Bauliche Anlage, Mehrheit von baulichen Anlagen: Glückstadt Am Hafen | Fotos hochladen                  |
| 10444          | Große Kremper Straße 1–3 (53° 47′ 22″ N, 9° 25′ 35″ O)         | Ehemaliges Kaiserliches Postamt                                                  | ehem. Kaiserliches Postgebäude; Entwurf 1896; zweigeschossiger Backsteinbau über winkelförmigem Grundriss, abgewalmte Satteldächer. - Begründung: geschichtlich, städtebaulich - Schutzumfang: gesamtes Objekt - Denkmaltyp: Bauliche Anlage | Fotos hochladen                  |
| 10449 Wikidata | Große Kremper Straße 18 (53° 47′ 19″ N, 9° 25′ 29″ O)          | Café                                                                             | Café; 1884 erbaut; Eckgebäude zur Radialstraße Große Kremper Straße, über Sockel zweigeschossiger, zum Markt hin giebelständiger Backsteinbau von vier zu sechs Achsen mit starkem Gurt- und Traufgesims, Giebel mit Traufpunkt- und Firstbetonung, seitlicher Eingang, Satteldach mit Schieferdeckung - Begründung: geschichtlich, städtebaulich - Schutzumfang: gesamtes Objekt - Denkmaltyp: Bauliche Anlage, Mehrheit von baulichen Anlagen: Marktplatz mit Platzrandbebauung | Fotos hochladen                  |
| 13029          | Hafenkopf (53° 47′ 9″ N, 9° 25′ 31″ O)                         | Werftslip                                                                        | Werftslip; 1931; Slipanlage mit Slipwagen, Schienen und Windenanlage - Begründung: geschichtlich, städtebaulich - Schutzumfang: gesamtes Objekt - Denkmaltyp: Bauliche Anlage | Fotos hochladen                  |
| 3033 Wikidata  | Itzehoer Straße (53° 47′ 31″ N, 9° 25′ 50″ O)                  | Friedhofskapelle                                                                 | Friedhofskapelle; wohl 1692; Backsteinbau mit überstehendem Satteldach, im Giebel eingenischte Engelsgestalt, darunter Doppelwappen mit Jahreszahl 1692 - Begründung: geschichtlich, künstlerisch, städtebaulich - Schutzumfang: gesamtes Objekt - Denkmaltyp: Bauliche Anlage, Sachgesamtheit: Reformierter Friedhof | Fotos hochladen                  |
| 48566          | Kleine Danneddelstraße 4 (53° 47′ 22″ N, 9° 25′ 26″ O)         | Wohnhaus mit Gewerbe                                                             | Wohnhaus mit Gewerbe; 1913; zweigeschossiger, traufständiger Backsteinbau, Kieler Dach mit Mansard-Zwerchgiebel - Begründung: geschichtlich, städtebaulich - Schutzumfang: gesamtes Objekt - Denkmaltyp: Bauliche Anlage | BW                               |
| 48659          | Kleine Kremper Straße 6 (53° 47′ 22″ N, 9° 25′ 31″ O)          | Wohnhaus                                                                         | Wohnhaus; 1908; zweigeschossiger Bau mit Schmuckgiebel, Satteldach - Begründung: geschichtlich, städtebaulich - Schutzumfang: gesamtes Objekt - Denkmaltyp: Bauliche Anlage | Fotos hochladen                  |
| 3034 Wikidata  | Kleine Nübelstraße 7 (53° 47′ 16″ N, 9° 25′ 35″ O)             | Altersheim, ehem.                                                                | Alteintragung (Aktualisierung vorgesehen) - Begründung: Alteintragung (Aktualisierung vorgesehen) - Schutzumfang: Alteintragung (Aktualisierung vorgesehen) - Denkmaltyp: Bauliche Anlage | Fotos hochladen                  |
| 10439          | Königsberger Straße 1 (53° 47′ 43″ N, 9° 25′ 21″ O)            | Kath. Kirche St. Marien mit Ausstattung                                          | kath. Kirche St. Marien; 1964; Architekt: Karlheinz Bargholz; backsteinerner Rundbau mit Kegeldach, Campanile und verbindender Sakristei; mit bauzeitlicher Ausstattung und Einzelstücken des Vorgängerbaus - Begründung: geschichtlich, künstlerisch, städtebaulich - Schutzumfang: gesamtes Objekt - Denkmaltyp: Bauliche Anlage | Fotos hochladen                  |
| 10432          | Königstraße 4–5 (53° 47′ 16″ N, 9° 25′ 19″ O)                  | Ehemaliger Wohnsitz Königlicher Festungskommandanten                             | ehem. Wohnsitz Königlicher Festungskommandanten; im Kern 17. Jahrhundert; zweigeschossiger verputzter Backsteinbau mit Voluten geschmücktem Mittelzwerchhaus, abgewalmtes Satteldach - Begründung: geschichtlich, städtebaulich - Schutzumfang: gesamtes Objekt - Denkmaltyp: Bauliche Anlage | Fotos hochladen                  |
| 3035 Wikidata  | Königstraße 9 (53° 47′ 15″ N, 9° 25′ 15″ O)                    | Wohnhaus                                                                         | Alteintragung (Aktualisierung vorgesehen) - Begründung: Alteintragung (Aktualisierung vorgesehen) - Schutzumfang: Alteintragung (Aktualisierung vorgesehen) - Denkmaltyp: Bauliche Anlage | Fotos hochladen                  |
| 10427          | Königstraße 35 (53° 47′ 14″ N, 9° 25′ 2″ O)                    | Wohnhaus                                                                         | Wohnhaus; Mitte 19. Jahrhundert; Zimmermeister Trede; zweigeschossiges Putztraufenhaus mit durchfenstertem Mezzanin, Krüppelwalmdach - Begründung: geschichtlich, städtebaulich - Schutzumfang: gesamtes Objekt - Denkmaltyp: Bauliche Anlage, Mehrheit von baulichen Anlagen: Baugruppe um das Wasmer-Palais | Fotos hochladen                  |
| 3036 Wikidata  | Königstraße 36 (53° 47′ 15″ N, 9° 25′ 3″ O)                    | Wasmer-Palais                                                                    | Das Palais wurde in Abschnitten von 1700 bis 1728 für die Konferenzräte Conrad von Wasmer (1627–1705) und Jacob Johann von Wasmer (1671–1741) als Wohnhaus errichtet. 1752 wurde es für Friedrich V. ersteigert und als Sitz der Regierungskanzlei bestimmt, die seit 1700 im Palais Quasi non Possidentes untergebracht war. Im Wasmer-Palais wurde für mögliche Aufenthalte von Mitgliedern des dänischen Königshauses in Glückstadt eine Wohnung eingerichtet, denn das baufällige Glückstädter Schloss war bereits 1710 abgerissen worden. eingeschossige Flügelbauten vor 1752, später aufgestockt; ab 1752 Sitz der Regierungskanzlei, später Obergericht, heute Volkshochschule; zweigeschossiger breitgelagerter Putzbau des Spätbarock mit Flügeln um einen kleinen Ehrenhof, Sandsteinportal mit Bauherren-Wappenkartusche im gesprengten Giebel, hochrangige Innenausstattung mit Stuckaturen von Andrea Maini, Walmdächer, mit Ehrenhof bildender Hoffläche - Begründung: geschichtlich, künstlerisch, städtebaulich - Schutzumfang: Wasmer-Palais, Hoffläche - Denkmaltyp: Bauliche Anlage, Mehrheit von baulichen Anlagen: Baugruppe um das Wasmer-Palais | weitere Fotos \| Fotos hochladen |
| 48571          | Königstraße 39 (53° 47′ 15″ N, 9° 25′ 7″ O)                    | Ehemaliges Wasserbauamt                                                          | ehem. Wasserbauamt; 1919–1925; zweigeschossiger, traufständiger Backsteinbau, Satteldach - Begründung: geschichtlich, städtebaulich - Schutzumfang: gesamtes Objekt - Denkmaltyp: Bauliche Anlage | Fotos hochladen                  |
| 10417 Wikidata | Königstraße 41 (53° 47′ 15″ N, 9° 25′ 9″ O)                    | Ehemaliges Gießhaus                                                              | Das Gebäude stammt von 1641. Es wurde von Christian IV ursprünglich als Gießhaus für Kanonen errichtet. 1839 beherbergte das Haus ein Gefängnis mit einer Kirche. 1929 wurde die Strafanstalt aufgelöst. Alteintragung (Aktualisierung vorgesehen) - Begründung: geschichtlich, wissenschaftlich, städtebaulich - Schutzumfang: gesamtes Objekt - Denkmaltyp: Bauliche Anlage | Fotos hochladen                  |
| 10424          | Königstraße 50 (53° 47′ 16″ N, 9° 25′ 17″ O)                   | Wohnhaus                                                                         | Wohnhaus; im Kern 17. Jahrhundert; zweigeschossiges Traufenhaus, an Ostseite abgewalmtes Satteldach - Begründung: geschichtlich, städtebaulich - Schutzumfang: gesamtes Objekt - Denkmaltyp: Bauliche Anlage | BW                               |
| 49258          | Namenlose Straße 2 (53° 47′ 10″ N, 9° 25′ 21″ O)               | ehem. Eishaus                                                                    | ehem. Eishaus; 1908; zweigeschossiger Backsteinbau des Historismus, Pultdach - Begründung: geschichtlich, städtebaulich, technisch - Schutzumfang: gesamtes Objekt - Denkmaltyp: Bauliche Anlage | BW                               |
| 10420          | Namenlose Straße 27–28 (53° 47′ 12″ N, 9° 25′ 10″ O)           | ehem. Wohnhaus Elias Philipp                                                     | Wohnhaus; Anfang 19. Jahrhundert; Doppelhaus, zweigeschossiges klassizistisches Backsteingebäude, Mansarddach mit Schopf Kommentar: Fenster und Türen neu, im rückwärtigen Zwerchhaus als Französische Fenster heruntergezogen. Der Farbwechsel beim Backstein scheint einer bewussten Planung zu folgen - Begründung: geschichtlich, städtebaulich - Schutzumfang: gesamtes Objekt - Denkmaltyp: Bauliche Anlage | BW                               |
| 10416          | Pentzstraße 12 (53° 47′ 17″ N, 9° 26′ 3″ O)                    | Fachhallenhaus                                                                   | Fachhallenhaus; wohl Anfang 19. Jahrhundert; ehem. Köhlker-Bauernhaus aus Backstein, rückwärtig abgewalmtes Reetdach, mit Nebengebäude - Begründung: geschichtlich, städtebaulich - Schutzumfang: Fachhallenhaus, Nebengebäude - Denkmaltyp: Bauliche Anlage | Fotos hochladen                  |
| 10410          | Reichenstraße 18 (53° 47′ 15″ N, 9° 25′ 16″ O)                 | Wohnhaus                                                                         | Wohnhaus; wohl um 1800; zweigeschossiger Backsteintraufenbau, Satteldach - Begründung: geschichtlich, städtebaulich - Schutzumfang: gesamtes Objekt - Denkmaltyp: Bauliche Anlage | Fotos hochladen                  |
| 10409          | Reichenstraße 30 (53° 47′ 19″ N, 9° 25′ 13″ O)                 | Wohnhaus                                                                         | Wohnhaus Reichenstraße 30 und Ballhausstraße 3; Ende 18. Jahrhundert; zweigeschossiges klassizistisches Backsteingebäude über winkelförmigem Grundriss mit abgewalmtem Satteldach. - Begründung: geschichtlich, städtebaulich - Schutzumfang: gesamtes Objekt - Denkmaltyp: Bauliche Anlage | BW                               |
| 10393          | Reichenstraße 56 (53° 47′ 10″ N, 9° 25′ 20″ O)                 | ehem. Wohnhaus des Bevollmächtigten des Spanischen Königs                        | Wohnhaus; im Kern 17. Jahrhundert; zweigeschossiges Backsteinhaus mit hohem Erdgeschoss, steiles Satteldach mit nördlichem Fachwerkgiebel - Begründung: geschichtlich, städtebaulich - Schutzumfang: gesamtes Äußeres - Denkmaltyp: Bauliche Anlage | Fotos hochladen                  |
| 48656          | Rosengang 3 (53° 47′ 16″ N, 9° 25′ 37″ O)                      | Wohnhaus                                                                         | Wohnhaus; 2. Hälfte 19. Jahrhundert; breitgelagerter, zweigeschossiger Backsteinbau, Satteldach - Begründung: geschichtlich, städtebaulich - Schutzumfang: gesamtes Objekt - Denkmaltyp: Bauliche Anlage | BW                               |
| 54989          | Schlachterstraße 9 (53° 47′ 13″ N, 9° 25′ 20″ O)               | sog. Schnellbauwohnung                                                           | sog. Schnellbauwohnung; um 1944, Architekt Georg Hinrichs; eingeschossiger, schlichter Betonständerbau in Trockenbauweise unter flachem Satteldach - Begründung: geschichtlich, wissenschaftlich - Schutzumfang: sog. Schnellbauwohnung, - Denkmaltyp: Bauliche Anlage | BW                               |
| 10388 Wikidata | Schlachterstraße 22 (53° 47′ 15″ N, 9° 25′ 21″ O)              | Wohn- und Geschäftshaus                                                          | Wohn- und Geschäftshaus Anfang 19. Jh., zweigeschossiger Putzbau, giebelständig mit Satteldach Begründung: geschichtlich, städtebaulich Schutzumfang: gesamtes Objekt Denkmaltyp: Bauliche Anlage | BW                               |
| 3038 Wikidata  | Schlachterstraße 23 (53° 47′ 15″ N, 9° 25′ 22″ O)              | Wohnhaus                                                                         | Wohnhaus; 17. Jh., Kernbau 1644 (d); repräsentatives zweigeschossiges, traufständiges Fachwerk-Doppelhaus mit Satteldach. Straßenseitig vorkragendes Obergeschoss und profilierter Schwellbalken, qualitätvolle Innenausstattung Begründung: geschichtlich, wissenschaftlich, städtebaulich Schutzumfang: gesamtes Objekt Denkmaltyp: Bauliche Anlage | Fotos hochladen                  |
| 28850 Wikidata | Städtische Anlagen (53° 47′ 21″ N, 9° 25′ 44″ O)               | Städtische Anlagen: Seidel-Denkmal                                               | Schlichter spätklassizistischer Gedenkstein mit der Aufschrift „J. E. Seidel - Die dankbaren Einwohner Glückstadts“. Der Stein wurde nach 1832 zu Ehren des Stadtpräsidenten Johann Ernst Seidel (1765–1832) errichtet. Nach Schleifung der Festung initiierte Seidel den Bau der städtischen Anlagen im Festungsvorfeld. Es war der erste Bürgerpark in Schleswig-Holstein. Vorausgegangen war die Schenkung der Anlagen durch den dänischen König Christian IV. Alteintragung (Aktualisierung vorgesehen) - Begründung: Alteintragung (Aktualisierung vorgesehen) - Schutzumfang: Alteintragung (Aktualisierung vorgesehen) - Denkmaltyp: Bauliche Anlage | Fotos hochladen                  |
| 28851 Wikidata | Städtische Anlagen: Kugeldenkmal (53° 47′ 28″ N, 9° 25′ 37″ O) | Städtische Anlagen: Kugeldenkmal                                                 | Die Gedenkstätte entstand um 1900 auf Anregung von Prof. Detlef Detlefsen. Sie erinnert an die Belagerung und den Beschuss der Stadt durch die Schweden 1813/14. Das Denkmal hat die Form eines Wehrturms auf einem zweistufigen Sockel. Der Turm trägt einen pyramidenförmigen Aufbau mit eingelassenen Granatkugeln. Auf dem Sockel sind weitere vier Kugeln angebracht. Bei den Kugeln handelt es sich um alte Munition, die in der Festung gefunden wurde und vermutlich aus der Belagerungszeit stammt. Alteintragung (Aktualisierung vorgesehen) - Begründung: Alteintragung (Aktualisierung vorgesehen) - Schutzumfang: Alteintragung (Aktualisierung vorgesehen) - Denkmaltyp: Bauliche Anlage | Fotos hochladen                  |

## Teile von baulichen Anlagen
| Objekt-ID | Lage                                                 | Offizielle Bezeichnung    | Beschreibung | Bild            |
| --------- | ---------------------------------------------------- | ------------------------- | --- | --------------- |
| 32806     | Am Rethövel 14 (53° 47′ 5″ N, 9° 25′ 6″ O)           | Portal der Admiralität    | Portal der ehem. Admiralität; 1701; sandsteinernes Portal in Form einer Ädikula - Begründung: geschichtlich, künstlerisch - Schutzumfang: gesamtes Objekt - Denkmaltyp: Teil einer baulichen Anlage | Fotos hochladen |
| 10446     | Große Kremper Straße 6 (53° 47′ 21″ N, 9° 25′ 33″ O) | Bauskulptur des Hl. Georg | Heiliger Georg; 17. Jh; farbig gefasstes Relief des Hl. Georg - Begründung: geschichtlich, künstlerisch - Schutzumfang: gesamtes Objekt - Denkmaltyp: Teil einer baulichen Anlage                   | BW              |

## Gründenkmale
| Objekt-ID      | Lage                                                | Offizielle Bezeichnung                              | Beschreibung | Bild                             |
| -------------- | --------------------------------------------------- | --------------------------------------------------- | --- | -------------------------------- |
| 3032 Wikidata  | Am Jüdischen Friedhof (53° 47′ 16″ N, 9° 25′ 51″ O) | Jüdischer Friedhof                                  | Alteintragung (Aktualisierung vorgesehen) - Begründung: geschichtlich, künstlerisch, städtebaulich - Schutzumfang: gesamtes Objekt - Denkmaltyp: Gründenkmal | weitere Fotos \| Fotos hochladen |
| 10491 Wikidata | Am Kirchplatz (53° 47′ 17″ N, 9° 25′ 33″ O)         | Kirchhof                                            | Kirchhof; bis 1642 Friedhof, Umgestaltung Ende 19. Jahrhundert; das gesamte Planstadt-Karree zwischen den vom Markt radial abgehenden Straßenabschnitten „Am Kirchhof“ und dem inneren Straßenring gleichen Namens gelegen, mit Baumbestand, Friedenseiche von 1872, Gefallenen-Ehrenmal von 1870/71 - Begründung: geschichtlich, städtebaulich, Kulturlandschaft prägend - Schutzumfang: Kirchhof, Baumbestand, Friedenseiche von 1872, Gefallenen-Ehrenmal 1870/1871 - Denkmaltyp: Gründenkmal, Sachgesamtheit: Stadtkirche Glückstadt | BW                               |
| 10384 Wikidata | Städtische Anlagen (53° 47′ 24″ N, 9° 25′ 44″ O)    | Festungsanlage: Städtische Anlagen                  | Alteintragung (Aktualisierung vorgesehen) - Begründung: geschichtlich, künstlerisch, städtebaulich - Schutzumfang: gesamtes Objekt - Denkmaltyp: Gründenkmal | BW                               |
| 28852 Wikidata | Städtische Anlagen (53° 47′ 32″ N, 9° 25′ 31″ O)    | Städtische Anlagen: Doppeleiche mit Gedenkstein     | Alteintragung (Aktualisierung vorgesehen) - Begründung: geschichtlich, wissenschaftlich, Kulturlandschaft prägend - Schutzumfang: gesamtes Objekt - Denkmaltyp: Gründenkmal | Fotos hochladen                  |
| 28856 Wikidata | Städtische Anlagen (53° 47′ 27″ N, 9° 25′ 42″ O)    | Städtische Anlagen: replantierte Lindenallee        | Alteintragung (Aktualisierung vorgesehen) - Begründung: geschichtlich, Kulturlandschaft prägend - Schutzumfang: gesamtes Objekt - Denkmaltyp: Gründenkmal | BW                               |
| 28857 Wikidata | Städtische Anlagen (53° 47′ 21″ N, 9° 25′ 50″ O)    | Städtische Anlagen: Birkenallee                     | Alteintragung (Aktualisierung vorgesehen) - Begründung: geschichtlich, Kulturlandschaft prägend - Schutzumfang: gesamtes Objekt - Denkmaltyp: Gründenkmal | BW                               |
| 28858 Wikidata | Städtische Anlagen (53° 47′ 30″ N, 9° 25′ 37″ O)    | Städtische Anlagen: Linden-Ahorn-Allee              | Alteintragung (Aktualisierung vorgesehen) - Begründung: geschichtlich, Kulturlandschaft prägend - Schutzumfang: gesamtes Objekt - Denkmaltyp: Gründenkmal | BW                               |
| 28859 Wikidata | Städtische Anlagen (53° 47′ 22″ N, 9° 25′ 50″ O)    | Städtische Anlagen: Ulmen-Allee am Festungsgraben   | Alteintragung (Aktualisierung vorgesehen) - Begründung: geschichtlich, Kulturlandschaft prägend - Schutzumfang: gesamtes Objekt - Denkmaltyp: Gründenkmal | BW                               |
| 39464 Wikidata | Städtische Anlagen (53° 47′ 23″ N, 9° 25′ 40″ O)    | Festungsanlage: Gewässer in den Städtischen Anlagen | Alteintragung (Aktualisierung vorgesehen) - Begründung: geschichtlich, städtebaulich - Schutzumfang: gesamtes Objekt - Denkmaltyp: Gründenkmal | BW                               |

## Bewegliche Kulturdenkmale
| Objekt-ID      | Lage                                     | Offizielle Bezeichnung     | Beschreibung | Bild                             |
| -------------- | ---------------------------------------- | -------------------------- | --- | -------------------------------- |
| 10280 Wikidata | Binnenhafen (53° 47′ 9″ N, 9° 25′ 31″ O) | Segel-Zollkreuzer „Rigmor“ | Die Rigmor von Glückstadt (auch kurz nur Rigmor genannt) wurde 1853 gebaut. Sie ist das älteste fahrbereite hölzerne Segelschiff Deutschlands und wurde in das Denkmalbuch des Landes Schleswig-Holsteins aufgenommen. Ihr heutiger Heimathafen ist Glückstadt. Die Unterhaltung des Schiffes wird durch den Förderverein RIGMOR von Glückstadt e. V. sichergestellt. | weitere Fotos \| Fotos hochladen |
| 51358 Wikidata | Binnenhafen (53° 47′ 9″ N, 9° 25′ 31″ O) | Giekewer „Frieda“          | Giekewer „Frieda“; 1908/09; einmastiger Frachtsegler mit Kuttertakelung und Plattboden, der Schiffsrumpf komplett in Stahl ausgeführt, mit 92 PS-Dieselmotor der Firma Daimler-Benz von 1958 | weitere Fotos \| Fotos hochladen |

## Ehemalige Kulturdenkmale
| Objekt-ID | Lage                                               | Offizielle Bezeichnung  | Beschreibung | Bild            |
| --------- | -------------------------------------------------- | ----------------------- | --- | --------------- |
| 10448     | Große Deichstraße 23 (53° 47′ 11″ N, 9° 25′ 23″ O) | Wohn- und Geschäftshaus | ehemaliges Kulturdenkmal; Wohn- und Geschäftshaus; Fassade 19. Jahrhundert, Gebäude im Kern älter; zweigeschossiger, giebelständiger Putzbau, Satteldach | Fotos hochladen |

## Quelle
- Liste der Kulturdenkmale in Schleswig-Holstein – Kreis Steinburg

- Karte mit allen Koordinaten:
- OSM |
- WikiMap